# ハックアンドスラッシュ
ハックアンドスラッシュ（英: hack and slash）とは、全編を通して戦闘体験に主眼を置いたゲームデザインになっており、繰り返し多くの敵を殲滅する行為が目的であり醍醐味でもあるゲームやそのプレイスタイルを指す言葉。元来はテーブルトークRPG（英: tabletop role-playing game）の用語として使われてきた。

## 概要
hack（叩き切る）とslash（切り込む）という言葉の複合が示すように、ゲームにおいてストーリーや世界観を楽しむよりも、ダンジョンの攻略や敵を倒して戦闘に勝利することを意識しているスタイルに対して使われる言葉である。一方で、物語性や世界観を重視してキャラクターの演技や表現を楽しむこと(ロールプレイ)に重きをおくプレイヤーからは揶揄として使われる場合がある。
元来はテーブルトークRPG発祥の用語であるが、近年ではコンピューターゲームの用語にも使われている。コンピューターゲームにおいては「敵を倒して強力なアイテムを入手し、より強い敵と戦う」というプレイをひたすら繰り返すタイプのゲームを「ハック&スラッシュ(ハクスラ)」と呼ぶことが多い。「プレイヤーキャラクターを成長させ、ボスなどの強敵を倒す」という要素自体はハックアンドスラッシュ以外のゲームにも存在するが、ゲームを先に進めたり、ストーリーを楽しんだりするという目的のために強くなるのではなく、プレイヤーキャラクターを強くすることそのものがゲームの主な目的である点がハックアンドスラッシュの特徴である。
ハックアンドスラッシュゲームの代表作としては『ディアブロ』シリーズなどがあり、ダンジョンと拠点を行き来しながら敵を倒してアイテムを集め、よりダンジョンの深部へと潜っていくという流れが主なゲームの内容となっている。この一連の作業の内、数多くの敵を討伐してアイテムを収集することを「トレジャーハンティング(トレハン)」と呼ぶことがあり、ディアブロライクゲームの代表的な要素の一つとなっている。

## 歴史
始まりは1980年代のアメリカにおいて「D&D Dragon Magazine」誌の記事に登場した言葉である。『ダンジョンズ&ドラゴンズ』などのテーブルトークRPGにおいて、重要な目標やストーリーが無く、モンスターを討伐することのみに専念し、戦闘以外の選択肢や解決方法は持ち合わせていないプレイスタイルやキャンペーンを指す。狭義では冒険の種類を指す用語であり、ダンジョンなどの攻略(hack)と、モンスター退治(slash)を主体とする展開のことを指していた。hack and slashと同じ意味合いでKick in the Doorと呼ぶこともある。
コンシューマゲームが普及し、テーブルトークRPGに影響を受けたコンピュータRPGが登場すると、ハックアンドスラッシュという言葉がコンピュータRPGに対しても使われるようになる。コンピュータRPG初期の作品である『ウィザードリィ』や『ダンジョンマスター』は次々に襲いかかる敵を倒し、ダンジョンを探索するというシステムになっており、これらの作品の評価の高さもあって、コンピュータRPGにおけるハックアンドスラッシュとは繰り返し敵と戦うことに重点をおいたシステムの作品であるというように、作品の特徴を表現する言葉としても使われるようになった。
主に英語圏でテーブルトークRPG、コンピュータRPG、アクションゲームに使用される言葉だが、日本でもゲーマーが好んで使用することがある。日本ではハクスラと略して呼ぶことも多い。また、シューティングRPGの中で「ルートシューター」や「ルーターシューター」と呼ばれるLoot（戦利品）の収集を1つの目的とする要素を内包した作品には、ハックアンドスラッシュのように戦闘体験に特化したものも存在する。

## 主な作品

### コンピュータゲーム
RPG
- 『ウィザードリィ』
- 『ダンジョンマスター』
- 『ゼノブレイドクロス』

アクションRPG
- 『Diablo』
- 『Sacred』
- 『Titan Quest』
- 『Torchlight』

アクションアドベンチャー
- 『God of War』
- 『Darksiders』
- 『Devil May Cry』
- 『Bayonetta』
- 『真・三國無双』
- 『BLADES of TIME[5]』

シューティングRPG
- 『Borderlands』
- 『Destiny』
- 『Tom Clancy's The Division』

ベルリン解釈（Berlin Interpretation）で定義されたローグライク（Roguelike）の高価値な要素（high value factor）の1つに、「ハックアンドスラッシュ：多くのモンスターを討伐する事はローグライクにとって非常に重要な要素」とあり、典型的なローグライク作品はハックアンドスラッシュのスタイルを持ち合わせている。

### テーブルトークRPG
- 『アドバンスト・ダンジョンズ&ドラゴンズ』